# 神龍寺ナーガ
神龍寺ナーガ（しんりゅうじナーガ）とは、稲垣理一郎原作・村田雄介作画の漫画『アイシールド21』に登場する架空のアメリカンフットボールチームである。

## チーム概要
初出場から神奈川県大会・関東大会で無敗、春秋合計9連覇という圧倒的な力を誇っていた「神の軍団」。ただし、関西代表で全国最強の帝黒アレキサンダーズには勝ったことがないため全国では2位。
神龍寺の最強の陣形は昔の日本大学が使っていた「ドラゴンフライ」、または「黄金（ゴールデン）ドラゴンフライ」と呼ばれるフォーメーション。選手の身体能力・技術共に最強クラスではあるものの、監督の極端な才能主義・実力主義もあり、阿含や一休などの暴走しがちな選手を抑えきれず、また戦術、戦略も個人の特技に依存している傾向があるなど、チームとしてややまとまりに欠ける一面もあり、この綻びが原因で関東大会初戦で泥門デビルバッツに敗北する。
神奈川県内でも屈指の進学校として知られる。登場校には珍しい男子校であり、故に可愛い女の子に飢えている選手達が多く、かわいい女の子を見かけると大騒ぎになる。男子校であるにもかかわらず、ものの弾みで作ってしまった女子制服が仏教と関係ない巫女風の正装（着用しているのは三蔵だけ）だったり、教えにはなんとなく基づいているだけだったりして、実はいい加減だったりもする。
木造の仏像があり、神龍寺ナーガが負けると動くらしい（その正体は、神龍寺ナーガが己を鍛えなおす為に仏像を引きずっていた）。
チーム名のナーガの由来はサンスクリット語の竜王。マスコットの名前は超神龍。応援グッズとして「バルーン木魚」と言う物があるがカッコ悪いため誰も使わないらしい。

## チーム戦歴
春季大会では神奈川大会を突破。春季関東大会準決勝で王城ホワイトナイツを破っている（決勝の様子は描かれていないが、秋季大会で9連覇中といわれているため優勝）。
- 春季関東大会
  - 準決勝 - 王城ホワイトナイツに41-3で勝利
- 秋季神奈川大会
  - 1回戦 - 中華貝ラーメンズに126-0で勝利
  - 2回戦 - 砂山オールスターズに87-0で勝利
  - 準決勝 - 箱根ロテンスパに93-0で勝利
  - 決勝 - 太陽スフィンクスに61-6で勝利
- 秋季関東大会
  - 1回戦 - 泥門デビルバッツに35-36で敗退

## 主な選手

### 金剛阿含
こんごう あごん、声 - 桐本琢也
クォーターバック（ドラゴンフライ時） (QB) 兼ワイドレシーバー (WR) 兼ラインバッカー(LB)。2年。背番号2。身長175cm。体重67kg。5月31日生まれ。血液型B型。40ヤード走とベンチプレスの記録は不明。
通称「100年に一人の天才」で、日本最強クラスのプレーヤー。セナも第一印象で「純粋な悪」と評した作中最も代表的な悪役であり初代泥門メンバーの宿敵。金剛兄弟の双子の弟。ドレッドヘアにサングラスという出で立ちであるが、ワールドカップではミリタリアのゴメリーによる暴行から結果的に坊主頭になり、雲水と瓜二つとなる。女には節操がなく飲酒から喧嘩だけでなく敵意すらない相手への暴力すら辞さない破戒生徒でもある。マシンガン真田に「神速のインパルス」という二つ名で呼ばれる驚異的な反応速度（脳から筋肉への電気信号の伝達所要時間が人間にとっては極限ともいえる領域の0.11秒）と、超暴力的なカウンター、そして神龍寺特有の武術が武器。中学時代ヒル魔と互いを利用しあう目的でつるんでいた（あくまで凡才であるヒル魔の気持は最後までわからなかったが、WC編ではヒル魔とのコンビプレイが抜群の意思疎通で炸裂し、お互いに何かを感じ取っていたようではあった。ただ、最後には「分かんねえ。ずっと昔から、テメーの言ってることは分かんねぇよ…」とつぶやいていた）。頭脳・身体能力などに恵まれた才能ゆえに凡人を極端に嫌い、普通に入学試験を突破できるにもかかわらず、栗田から神龍寺のスポーツ推薦枠を奪い取るためにスポーツ入学、及び入部し、ヒル魔たちに対抗するかのようにアメフトを始めた。つまり、アメフト歴は2年も満たない。それにもかかわらず、才能のみでトッププレイヤーにまで登り詰めたことが二つ名の所以である。本人いわく、長所は「無敵な所」。しかし、他者に対しては非常に厳しく、妥協を許さない一面があり、1年の秋大会ではクリスマスボウルで実力差から一瞬手を抜いたチームメイトを殴り、退場になった経緯や、一休を認めているのは、才能以外に絶対に負けないと言う自負からだと読み取れる。また、相手の言葉が的外れなら、適当に肯定して鼻で笑うほど底意地が悪く、またかなりの素行不良ではあるにもかかわらず、目上の立場にはまるで違和感なく礼儀正しく振舞えたりと、スポーツマンとしての流儀も心得ている（帝黒アレキサンダーズの大和いわく「狂った獣の皮を被ってこそいるが、その実洗練された戦士」）。一人称は「おれ」で、鈴音からは「アゴンヌ」と呼ばれている。
練習は一切せず、自堕落な生活を送りながらも才能は一向に衰えず、試合を重ねるごとに際限なく研磨されていく。また喧嘩も単独で賊学生、裏原宿の脇道ガイロも叩きのめす強さを持ち、学業成績は極めて優秀で（単行本の調査ファイルより）女性にもモテる（同）。その恵まれた才能ゆえに自分以外の他人を見下しているが、同じ天才肌の一休のみその存在を認め、試合中でも細めなコミュニケーションを取り、またモン太との勝負に負けた直後、そのメンタルが落ち着かない間はフォローとして自らランを選択しヤードを稼ぐなどするほか、代表選抜時のミーティングでも「奴だけは使える」と告げている。その他、王城の進に対しては視察を欠かさず絶えずマークをしているほか、盤戸の赤羽、西部のキッド、帝黒メンバーなど真の実力者に対しては本気で勝負をする姿勢を取る。
前述の通り凡才には容赦なく見下す節があるが、双子の兄の雲水に対しては表面上は蔑ろにしているように見えるも、その助言をしっかりと聞き入れている。そもそも、弟・阿含が凡才を顧みず暴力的に強くなることが兄・雲水の願いであり、それこそが、凡才に生まれた雲水が報われる手段だと理解し、阿含も雲水のその想いを尊重しており、根源には兄に対する想いがあるともいえる。また同時に、天才である自分が居たが為に常に凡才として比較され蔑まれ続けてきた雲水に対し、どこか負い目のようなものを感じている節もある（現に周囲からの優遇を受け続けた阿含が暴君と化し、逆に冷遇を受け続けた雲水が歪ながらも真っ当な人間に育ったという事実はその証明と言える）。ワールドカップの対アメリカ決勝戦では、葉柱の扮する包帯男の正体が雲水であったならば、もっと気楽な生き方ができただろうと漏らしており、ただの観客に徹してしまった雲水本人に瓜二つな自身の姿を見せ付けるためカツラを外す。
関東大会一回戦の泥門戦、序盤からいきなり秘策のドラゴンフライを使うなど泥門を凌駕し、メンバーを震撼させる。しかし自身が見下していた泥門各選手の想定を上回る成長の前に敗れ去り、まさかの初戦敗退となる。敗退後、春大会で泥門相手に雪辱を果たさんとようやく本気でアメフトに打ち込むことを決意する。このことにより、阿含の最大にして唯一の弱点（＝自分の才能だけを信じ、練習に怠慢であったこと）は完全に消えたと兄の雲水は言う。
泥門戦敗北後は悔しさを滲ませる描写があり、己の才能、個人技だけでは勝つことができないことを痛感した。敗北後はジムなどでのトレーニングは続け、泥門対王城の試合は、最初はテレビで見ていたものの、同じ超一流選手として何もできないことに苛つき、会場に足を運び、セナの成長を見届けた（ただし、ジムではナンパしたり、最前列の席に割り込んだりと基本的に性格や素行は変わっていない）。セナへのリベンジを望み、クリスマスボウル直前にかつてスカウトが来た帝黒に「気が変わったんだよ」と告げて乗り込み、転入と入部を条件に本物のアイシールド21・大和猛と対決するが、互いに実力を出し切る前に勝負は中断（大和を捕えた後、大和の本質を察知し咄嗟に大和から離れ距離を置いたため、実質的には阿含の負けに近い中断）、大和は阿含とクリスマスボールで対戦できないことを残念に感じていた。なお、阿含が昨年、初めて帝黒と勝負した時、安芸から「関東にも一人ゴツいレゲエがおる」と目を付けられている。その後、帝黒は彼（厳密には一休も）を獲得するよう前述のスカウト団を派遣したが、後に消息不明となった（単行本中の調査ファイルより）。
大会後は高校アメフトワールドカップのMVPの懸賞金に興味を持ち、自ら参戦を決意する（参戦宣告したのは彼だが、その直前にはセナに呼ばれた進が「最強の日本代表を組むのであれば、絶対に欲しいプレーヤー」として真っ先に名をあげていた）が、その性格ゆえに危険視されている。そんな中、初戦のロシア戦でピンチを招いて自分の活躍を印象付けようと、レギュラーメンバーのユニフォームを隠し、独断でトライアウトに落選した選手の一部の代表入り・スタメン出場させるなど暴挙が目立つが落選組メンバーや中坊の活躍で出番もなかった。また、ヒル魔とキッドを車内に呼び込み、半ば脅迫的にQBの座を明け渡すよう強請するが、アメリカの脅威を警戒していることを見抜かれ「日本の誰かがMVPになったときには賞金の3億円はどんなことがあってもテメェにくれてやる」というヒル魔の懐柔策を受け入れ、暴挙をやめて一人の選手としてプレーするようになる。アメリカ戦では自分に眼中にないことに憤慨し幾度となく攻撃を仕掛けていくが、ヒル魔とのドラゴンフライでアメリカ代表を翻弄したときチームが機能するアメフトの面白さを知り、チームのためにプレーするようになった。また、ミリタリア戦直前にドレッドを切られ、結果的に雲水と違わぬ坊主頭になってしまうが、アメリカ戦前にカツラを被り何事もなかったかのように元に戻っていたが、アメリカ戦終盤にて雲水に何かを伝えるためかカツラを外してプレイを続けた。坊主にして以来、水町に髪のことを言われるたびに彼を殴っている。
背中に龍の刺青を入れている。オークリーのサングラスを着用、髪は黒だが、アニメでは赤紫。ヒル魔は、糞（ファッキン）ドレッドと呼ぶ。左利きである。余談だが初登場時からわずか7カ月程度でドレッド頭が急速に肩の下まで伸びており、単行本において「まさに神速」とネタにされた。
高校卒業後は最京（さいきょう）大学に進学してアメフトを続けている。これによって、同じ大学に進んだヒル魔との最凶コンビが復活した。

### 金剛雲水
こんごう うんすい、声 - 前田剛
クォーターバック (QB) 。2年。背番号12。身長175cm。体重67kg。5月31日生まれ。血液型A型。40ヤード走5秒1。ベンチプレス95kg。
阿含とは二卵性双生児の双子で、雲水の方が兄であるが、ヘアスタイルは違い、阿含のドレッドヘアに対し、雲水は坊主頭の為、すぐ見分けがつく。阿含とは逆の右利き。
状況をすぐに読み取り判断する視野の広さと、ライン並のパワー、そして針の穴を通すような精緻なパスが武器。また、泥門との対戦中に何度もチームを立て直すべく活を入れるなど統率力にも長けている。また、弟・阿含と比較された生い立ちと経験を践んでいるため、全く物事に妥協しない、そして決して感情に左右されない性格であることから、阿含曰く「ある意味最強に極悪」と評されている。なお、神龍寺学院には受験で入学してアメフト部に入部した。
阿含の様に恵まれた天賦の才能は無いが、日々の鍛錬で一流QBとして全国から認められている存在。物心つく頃から彼との才能の差を実の両親や周囲から比べられて嫌というほど自覚させられるが、自身は逃げずに「最強の凡人」を目指し今でも己を磨き続けていると王城の庄司監督は言う。そのため、敗北後、やる気を見せた阿含の姿を見て初めて微笑む。
現在は阿含を活かす道を選び、監督曰く「茨の藪」を歩み続けることになるが、同時にそれは、自身が常に阿含の為だけの選択と行動をとることを意味しており、阿含を活かす為ならば自身をどんなに犠牲にすることも厭わず、逆に言えば自分のことが二の次である。そのこともあってか、自分と同様に才能に恵まれず、飾り物のエースとして祭り上げられていた桜庭の苦悩については、王城の選手達以上に痛いほど理解しており、関東大会敗退後、王城高校の学園祭で練習視察に訪れ、才能無くとも直向きに努力して進という目標に縋り付こうとする桜庭の姿勢を見た雲水は、「俺にはそれが 泣きたいほどに羨ましい…！」と本音を吐露している。
ワールドカップでは、阿含や一休、山伏といったチームの実力者達が出場し、誰もが名無しの包帯男の正体が雲水ではないかと思っていたが、実は雲水は、ワールドカップで活躍できる実力がありながらも、阿含を活躍させる為だけに自身のワールドカップへの出場を断念してしまい、雲水のみメンバーにその姿は無かった。観客席において、ただの観戦（諦観）に徹していたが、どんなに笑われても構わないと奮闘する葉柱と自分と瓜二つの姿で挑発する阿含の姿に、「何故自分はフィールドで闘っていない」と急激に後悔の念に駆られ、その場で泣き崩れてしまう。
道を踏み外す事は無かったが、時折見せてきた行動や言動からも、周囲に才能が無いのを理由に蔑まれてきた雲水の心中には、ベクトルこそ違えど阿含以上の歪みがあったと言える。
ヒル魔からは、糞（ファッキン）坊主と呼ばれ、阿含からは、雲子ちゃんと呼ばれている。
高校卒業後は最京（さいきょう）大学に進学した阿含を相手に戦って倒す為、炎馬（えんま）大学に進学してアメフトを続けている。因みに炎馬大学はセナの受験年度には定員割れでモン太でも合格できるほどの合格難易度であるため、この点でも凡人の面目躍如である。

### 細川一休
ほそかわ いっきゅう、声 - 豊永利行
コーナーバック (CB) 兼スプリットエンド (SE) 。2年。背番号33。身長167cm。体重57kg。1月9日生まれ。血液型O型。40ヤード走4秒7(バック走4秒89)。ベンチプレス65kg。
関東4強レシーバーの筆頭で驚異的な空中戦と世界最速とも言われるバック走で4秒89の記録を持つ驚異的な身体能力の持ち主。自ら「空中戦なら阿含さんにも負けない」と言う程のキャッチに対する才能と絶対的なプライド、自信は阿含さえも認め「俺が22人のドリームチームでも一休は使う」と言っている。春季関東大会にてセナとモン太の力の片鱗を脅威に感じる。同じ学年であるはずの阿含・雲水に「〜さん」とつけ、西遊記トリオを「先輩達」と呼ぶなど作中において矛盾が多いが恐らく当初は1年生として想定されていたからだと思われる。眉間の点はホクロ。髪型がベジータに似ている。兄弟がおり、兄弟全員、額にホクロがある。
普段はいじられ役で、場を和ませるムードメーカーとして「西遊記トリオ」などから僻みで遊ばれている節がある一方、プライドが異常なまでに高く、ライバルに対する闘気をむき出しにした時の迫力は山伏ですら震え上がるほどである。泥門戦にて自分に何度も食って掛かって来るモン太を容赦なくこきおろし、激しく挑発するなど、敵に対してはかなり冷酷であり、直情的な面が目立つ。また阿含の悪事を平気で見逃したこともあるなど、時として阿含クラスの非情で危険な一面がある。
アニメオリジナルの設定で本庄選手のファンという設定が追加され、本庄選手の経歴もモン太並に詳しい。しかし、あくまでキャッチングの才能のみで尊敬の対象に入っていると思われる（モン太がプレゼントした本庄選手のグローブを川に落としたのに、せっかく拾ってきたセナにグローブを「それ、いらないから」とモン太に返すように頼んだ所からその部分がうかがえる）。
関東大会では泥門デビルバッツ戦にてあらゆる面でモン太を超える優れた能力を遺憾なく発揮したが、キャッチ力のみ自分を上回っていたモン太の前に結果的には敗れ去った。その後はモン太へのリベンジに燃え、練習に明け暮れている。泥門の打倒帝黒の為にモン太のマンツーマンコーチとなった際には、本庄親子のことでトレーニングに身が入らないモン太を叱咤した。クリスマスボウル終了後、阿含の推薦で全日本選抜代表に選出される。
色々な高校のかわいい女の子を見つけ出すことが得意。ビデオを撮っていることもあるが、実際に女の子としゃべるとなると男子校生らしくぎこちなくなる。口癖は「鬼〜」「〜ッスねー」。
高校卒業後は最京（さいきょう）大学に進学してアメフトを続けている。ヒル魔が最京大学を影で牛耳っていることを十文字たちに話した。

### 山伏権太夫
やまぶし ごんだゆう、声 - 山口祥行
センター (C) 兼ディフェンシヴライン (DL) 。3年。背番号59。身長178cm。体重83kg。8月14日生まれ。血液型A型。40ヤード走5秒7。ベンチプレス120kg。
主将。肉体では栗田や大田原と比べると小柄だが、一回り大きい栗田と同じくらいの身長で描かれ、外見は山伏で年齢以上の老け顔。
得意技は格闘技の要領で、素早い肘打ちで相手を倒す「粉砕（シバー）ヒット」は、泥門の栗田や王城の大田原を圧倒し、単純なパワーとスピードはやや栗田(パワー)や大田原(両方)より劣るが、それをテクニックと連携技で補い倒す強者、また推薦入学組であり、ラインマンとしての実力は関東でも最強レベルであり、クリスマスボウル終了後、峨王の推薦で全日本選抜代表に選出される。
性格は硬派だが、口調は下品でかわいい女の子と聞いただけで煩悩が騒ぎ、クリスマスボウル決勝では、帝黒（と言うより花梨）を応援していた（ただし、泥門の優勝時はセナの胴上げに参加している）。
阿含と比べられる雲水を気遣ったり、モン太に競り負けた一休をフォローするなど人柄はいいが、終始阿含に対して恐れを抱き、キャプテンとしての統率能力と言う面では暴走しやすい阿含や一休といった面々に気後れし、試合でもプライベートでも後が無い場合では弱気な発言が目立つなど、あまりキャプテン向きではない性格。
他にも自分と同期の推薦入学組だった天間童次郎が一年の頃から帝黒学園に引き抜かれたのに対して相手にされていなかった所など、キャラ的に冴えない印象が強い。しかし、関東大会敗退後、涙を流しながら、一休達に新生神龍寺を任せる（その後、阿含とは共に練習に励んだり、軽くどつかれるなど、ある程度関係は修復してる）。
やる気を見せた阿含の姿を見て喜びながら、あと一年遅く生まれて、全力の神龍寺に参加したかったと悔やんでいた。「ん、〜」「や、〜」など言葉の最初に音をつけるのが口癖。女性と結婚して幸せな家庭を築くのが夢。その後、ワールドカップ日本代表に選ばれた時、涙を流したという。一人称は「俺」で、鈴音からは「山伏っしゃん」と呼ばれている。

### 斉天正行
せいてん まさゆき
タイトエンド (TE) 。2年。背番号5。身長165cm。体重60kg。
「西遊記トリオ」の1人で、通称「ゴクウ」。小柄な体ですばしっこく動き回る。神龍寺ナーガにおいて身長が一休などより低くもっとも身長が低い選手だが、タイトエンドというポジションからスピードだけではなくパワーもあると思われる。
西遊記の孫悟空（斉天大聖）がモデル。髪の色は原作において水色（アニメでは金）。
西遊記トリオの仲間やサンゾー達と一休を虐めて遊ぶ。西遊記トリオや一休、サンゾーだけではなく雲水とも仲がいい様子。神龍寺学院が男子校ということもあり、異性には目がない。

### 八浄戒
はちじょう かい
タックル (T) 。2年。背番号58。身長172cm。体重76kg。
「西遊記トリオ」の1人で、通称「ハッカイ」。肉まんが好物で、食べると、腕力が2倍になる。女の子と聞くと精神統一の最中でも眼を開ける。

### 河藤三平
かわとう さんぺい
タックル (T) 。2年。背番号54。身長174cm。体重66kg。
「西遊記トリオ」の1人で、通称「サゴジョー」。雨天の戦いに強い。頭のてっぺんが河童のように見える。かわいい娘がいるとすぐに反応する。斉天達と共に一休を虐めて遊ぶ。

### 釜田玄奘
かまた げんじょう、声 - 千葉進歩
ハーフバック (HB) 。2年。背番号20。身長172cm。体重63kg。
通称「サンゾー」。モデルは西遊記の三蔵法師。頭髪は無いが、剃っているのか脱毛によるものなのかは不明。西遊記トリオと仲がいい。女性的な性格（いわゆるオカマ）で、神龍寺学院は男子校でありながら唯一、女生徒用制服を着用している。
王城の桜庭のファンで、関東大会王城戦では桜庭ファンクラブ専用の観客席にいる。さらに水町はステキ、西部の陸はカワイイ、チームメイトの一休や雲水に惚れている、コータローはお尻がキュート、初條はキスまでならOKと、男に対して節操がない。が、モン太は論外らしい。最近は十文字も気にかかっている。

## その他の選手
面地飛鳥（めんち あすか）
フルバック。3年。背番号40。身長175cm。体重66kg。
アメフト歴3年だが、未だにポジション覚えていない。
仏野東大（ふつの とうだい）
ガード。3年。背番号70。身長177cm。体重85kg。
東大寺の大仏のような顔をしている。また、クリスマスボウルでの阿含による「先輩殺し」の犠牲者。3度のタックルは受け止めるが、4度目は張り倒す。
沙門豪徳（さもん ごうとく）
ラインバッカー。3年。背番号51。身長171cm。体重75kg。
頑強だが動きにキレがある、顔に似合わず趣味はガーデニング。
依目大覚（よりめ だいかく）
ディフェンスライン。2年。背番号75。身長173cm。体重74kg。
容姿が少し栗田に似て、自慢の瞬発力でRBを目指す。指を舐める癖がある。日本代表追加メンバー。
西蔵乱麻（さいぞう らんま）
ラインバッカー。1年。背番号52。身長171cm。体重69kg。
泥門との試合前に、阿含に神龍寺学院内の滝壺に投げ込まれた。反復横とびチーム記録保持者、眼鏡はその間ズレない。
不動アキラ（ふどう アキラ）
ランニングバック。1年。背番号28。身長168cm。体重60kg。
予測困難なフットワークで、相手を翻弄するフェイントの達人。
少林月心（こばやし げっしん）
ディフェンスライン。3年。背番号74。身長168cm。体重63kg。
リンゴを片手で握りつぶすほどの握力を持つが、足は笑っちゃうほど遅い。
岩間鳩馬（いわま はとま）
タックル。3年。背番号43。身長170cm。体重62kg。
博愛主義者で、相手をなるべく傷つけずに倒そうと試みる。
竜崎辰巳（りゅうざ きたつみ）
ラインバッカー。3年。背番号50。身長171cm。体重70kg。
チーム屈指の俊足で、素早く相手の死角からタックルする。
志村殿下（しむら でんか）
セーフティ。2年。背番号41。身長172cm。体重65kg。
キレると、顔が真っ赤になり暴走する。あだ名は「殿」
芽力千里（めぢから せんり）
セーフティ。2年。背番号42。身長166cm。体重59kg。
鋭い判断力と洞察力で、着実に活路を見出す。日本代表追加メンバー。
清水弥勒（しみず みろく）
ワイドレシーバー。2年。背番号22。身長173cm。体重54kg。
ボールの動きを、一瞬見ただけで把握する観察力が強み。日本代表追加メンバー。
小出小五郎（こいで こごろう）
ガード。2年。背番号71。身長169cm。体重68kg。
押し倒すより引き倒す方が得意、強靭な背筋力が自慢。
向川妙慶（こうせん みょうけい）
ラインバッカー。2年。背番号53。身長178cm。体重70kg。
高い跳躍力を活かし、前に飛ぶようなタックルが得意。
黛典史（まゆずみ のりふみ）
コーナーバック。2年。背番号23。身長170cm。体重71kg。
言葉で相手を威圧するのが好き、校内弁論大会優勝者。
柳貞男（やなぎ さだお）
ワイドレシーバー。2年。背番号44。身長168cm。体重62kg。
前髪で左目を隠し、右目でスコープ代わりにしてボールを見渡す変人。

## 選手以外の人物

### 仙洞田寿人
せんどうだ すみと、声 - 外波山文明
神龍寺ナーガの監督。
仙人の如く飄々とした風貌と振る舞いをしているが、異常なまでに一貫した厳しい才能・実力主義者。ゆえに一度は決まっていた栗田の推薦枠を阿含を入れる為に取り消したり、天才である阿含がどんな振る舞いをしようと許す。更には阿含と同じ振る舞いを他の生徒が行った場合は滝壺に叩き落すとまで言い切っている。その一方、雲水が阿含と比較され理不尽に差別されていた事に対しては不快な心情を見せるなど、ある程度は良識も備えている。現役時代にアメフトをやっていたかは不明だが、泥門のパスを素早く防ぐ陣形を作る活躍を見せた。
雲水の阿含の為だけに自身を犠牲にするというやり方には「間違ってはおらん」と評している。これは「正しいことではない」と言外に含めていることであるが、雲水の思いを汲んで彼の覚悟を「間違っている」と断言もできなかったゆえに、その結果、中途半端的な言い回しになったようで、内心では色々と複雑な心境であった模様。
担当科目は「座禅」だが、そんな科目は高校に要らないという声が多く、極めて不評。ほとんどの選手があまりにも女に弱いため、共学にするかどうか悩んでいる。関東大会初戦敗退の後の彼については本編では描かれていないが、単行本23巻のカバー折返しには自責の念から自ら滝壺に飛び込もうかと悩んでいる姿が描かれているなど、このまさかの結果には相当堪えているようである。